# Kurma

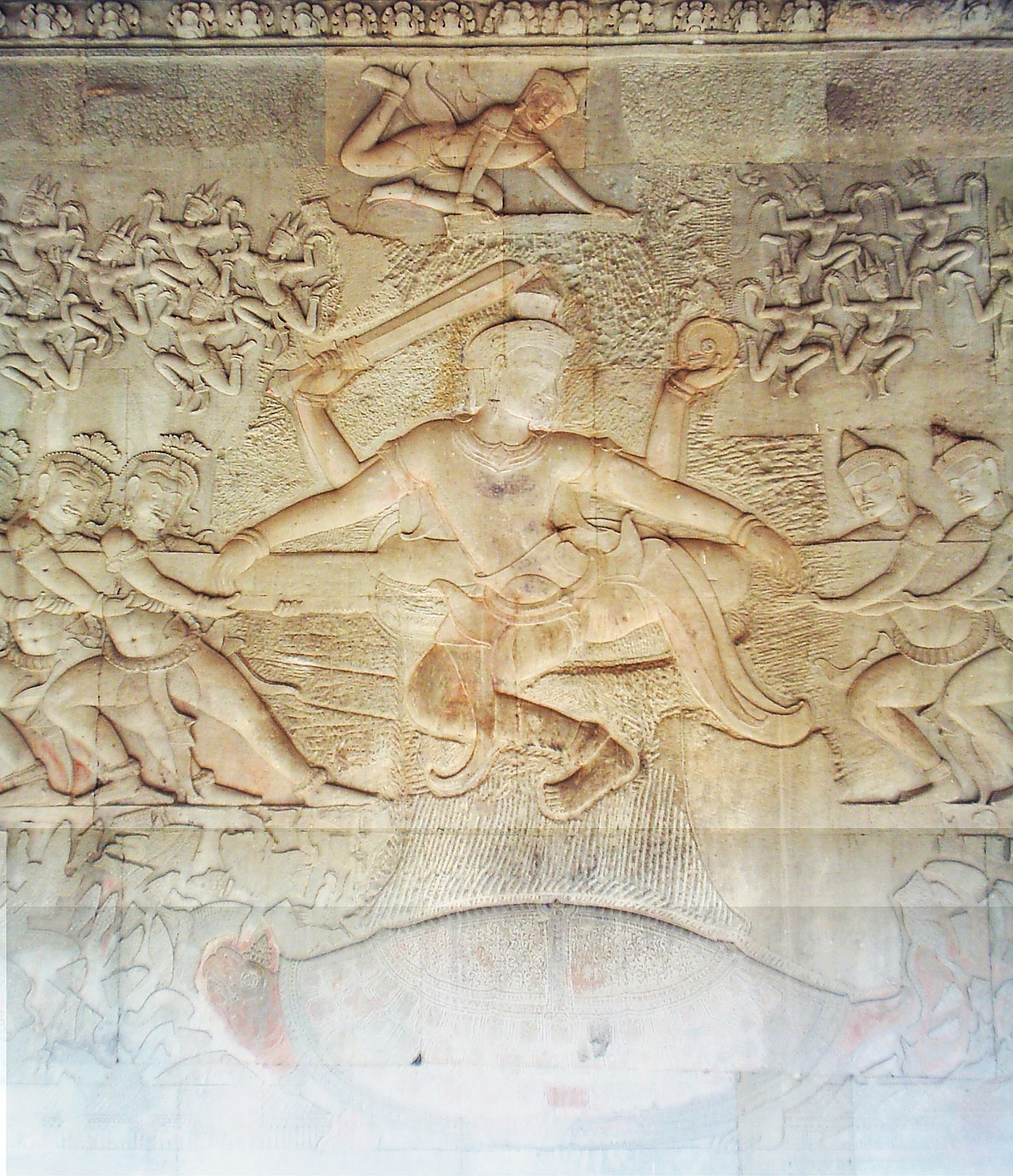
Kurma w dolnej części ilustracji ubijania oceanu mleka - służy za podporę dla góry Mandara

Kurma (dewanagari कूर्म अवतार „żółw”) – jeden z dziesięciu awatarów Wisznu. Gdy potop zabrał wiele dóbr, pośród których znalazła się amryta, boski nektar, pozwalająca zastępom niebian zachować wieczną młodość, wówczas Wisznu przeobraził się w olbrzymiego żółwia, po czym zanurzył się w falach bezkresnego oceanu. Na grzbiecie podźwigał górę Mandara, której zbocza oplótł boski wąż Wasuki. Asurowie pochwycili węża za głowę, niebianie za ogon i tak poczynioną mątewką poczęli ubijać ocean, tak jak mleczarze ubijają masło, aby otrzymać nektar. Poza amrytą z wód wyłoniły się inne skarby i małżonka Wisznu – Lakszmi. Żółw – podpora świata – symbolizuje skoncentrowaną potencję.